# Brenthis syriaca
Brenthis syriaca är en fjärilsart som beskrevs av Belter 1935. Brenthis syriaca ingår i släktet Brenthis och familjen praktfjärilar. Inga underarter finns listade i Catalogue of Life.